# 아트21 엔터테인먼트
아트 21 엔터테인먼트(영어: Art 21 Entertainment)는 대한민국의 종합 엔터테인먼트사다.
문종신이 창립한 연예 기획사이다. 1997년부터 가수 이미자 매니지먼트를 본격적으로 시작하였고 
2021년 영화감독이자 프로듀서 김진영이 취임하여 종합 엔터테인먼트사로서의 역량을 한층 더 강화하고 있다.

## 역사

### 아트 21 엔터테인먼트
1997년 11월 연예기획사인 아트21을 문종신이 설립했다. 창립자 문종신은 동아일보,전남일보, 광주매일 노조위원장을 역임하였으며 한국 PD교육원에서 관리국장으로 해외교육 진행을 맡았으며, 1997년에 공연기획 아트21과 아트21을 설립하여 이미자 전속 기획사로 설립된 연예기획사 겸 공연 기획사로 100개 이상의 이미자 효 콘서트를 제작, 브랜딩 운영했다.

### 대표작
- 가수 이미자 전속 기획사 운영.
- 이미자 효 콘서트 제작 및 투자 브랜딩.
- 이미자 콘서트 100여회 이상 수도권 및 지방공연 성공 유치.
- '이미자 노래 40년' 데뷔 40주년 기념공연 - 세종문화회관
- 이미자 데뷔 45주년 기념 공연 - 세종문화회관
- MBC 특별기획 이미자 평양공연 유치[이미자의 동백 아가씨] - 동평양대극장
- 제주국제컨벤션센터탐라홀 60주년 제주공연 공동투자 및 유치

## 소속 연예인
- 문지훈
- 브로
- 신경식
- 엔버드

## 이전 소속 연예인
- 이미자